# Londoner Schuldenabkommen

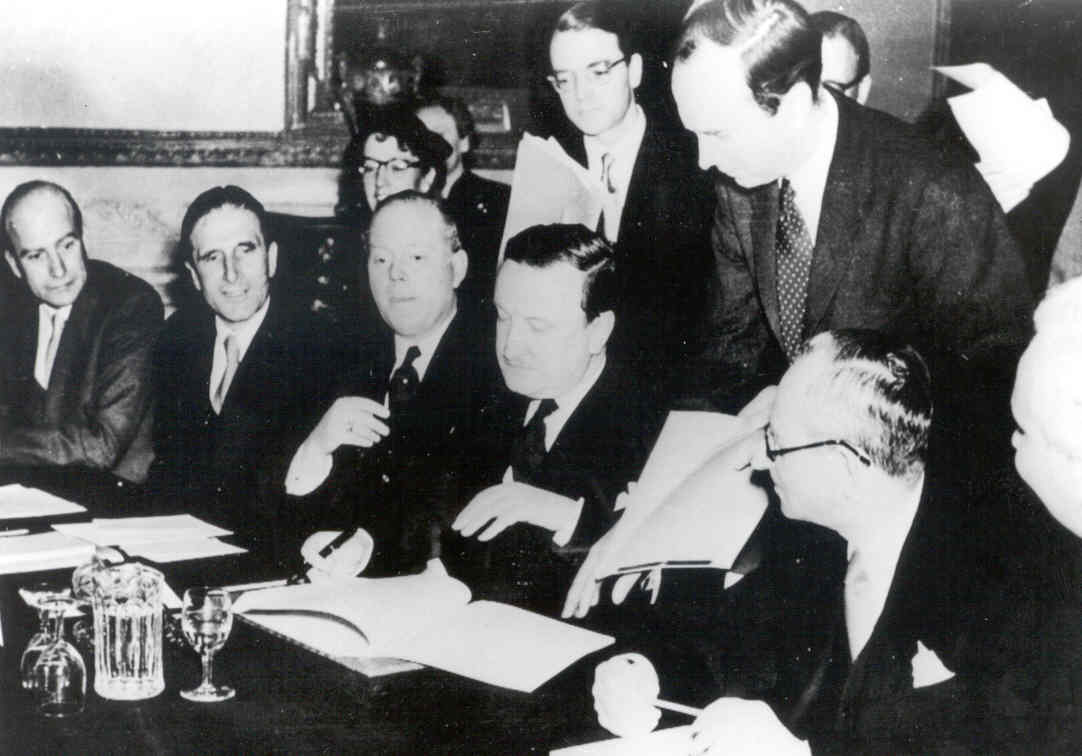
Hermann Josef Abs unterzeichnet das Londoner Schuldenabkommen am 27. Februar 1953

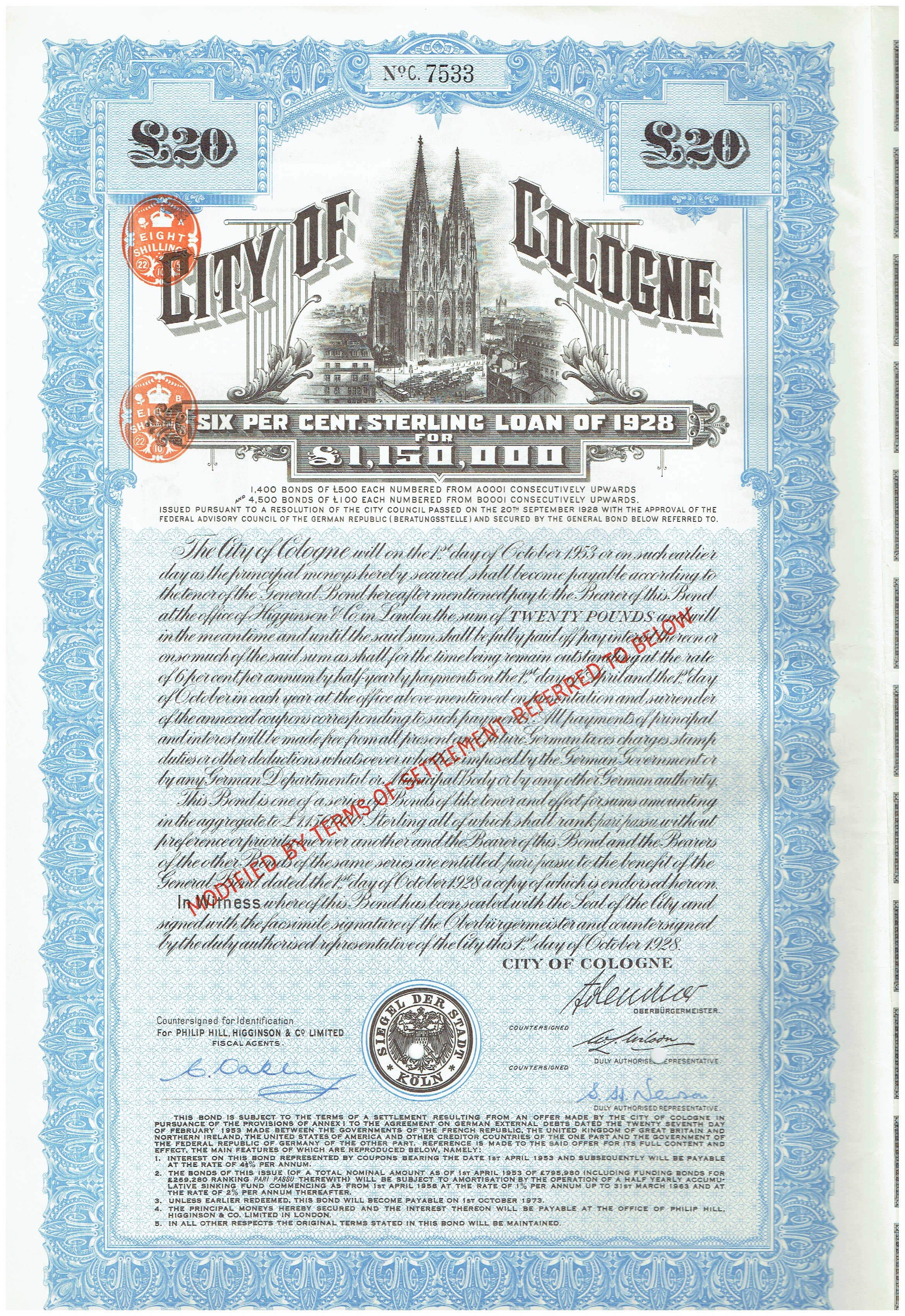
Anleihe über 20 £ der Stadt Köln vom 1. Oktober 1928, mit abgeänderten Bedingungen aufgrund des Londoner Schuldenabkommens

Mit dem Londoner Schuldenabkommen (auch: Abkommen über deutsche Auslandsschulden, im Folgenden auch kurz LSA), das nach langwierigen Verhandlungen am 27. Februar 1953 in London unterzeichnet und durch Gesetz vom 24. August 1953 für das Bundesgebiet ratifiziert wurde (BGBl. 1953 II 331, 556), wurden die deutschen Auslandsschulden geregelt. Die dem Abkommen bis 1956 beigetretenen Staaten vertraten mehr als neunzig Prozent der Forderungen gegen Deutschland.
Zum überwiegenden Teil stammten die Schulden aus wirtschaftlichen Hilfeleistungen der Nachkriegszeit, vor allem aus der Hilfe aus dem Marshallplan. Ein großer Teil stammte noch aus der Zeit vor der Gründung der Bundesrepublik Deutschland und bestand aus den Vorkriegsschulden des Deutschen Reiches und aus von amerikanischen Banken gewährten Anleihen aus der Zwischenkriegszeit. Ein kleiner Teil bestand aus offenen Auslandsschulden, die auf Reparationsforderungen des Versailler Vertrages zurückgingen. In diesem Abkommen wurden weiterhin auch private Anleihen, Forderungen aus dem Waren-, Dienstleistungs- und Kapitalverkehr sowie Stillhalteschulden behandelt. Die Schulden aus der Nachkriegszeit wurden schließlich in bilateralen Verträgen zwischen den Gläubigerstaaten und der Bundesrepublik Deutschland geregelt, während das Londoner Schuldenabkommen multilaterale Vereinbarungen über die Vorkriegsschulden enthält.
Unter der Verhandlungsführung von Hermann Josef Abs konnte die deutsche Delegation einen hohen Schuldennachlass erreichen. Die anfänglich berechneten Schulden in Höhe von 29,3 Milliarden Mark wurden auf 14,8 Milliarden reduziert, wobei besonders die USA großzügig auf Rückzahlungen verzichteten. Diese Summe bildete die Basis für jährliche Tilgungs- und Zinszahlungen. Die Fälligkeitstermine von Anleihen wurden hinausgeschoben, zum Teil bis 1994. Die letzte Rate wurde allerdings bereits 1966 geleistet. Das Londoner Schuldenabkommen bezog die Forderungen von 70 Staaten ein, von denen 21 als Verhandlungsteilnehmer und Vertragsunterzeichner unmittelbar in Erscheinung traten.
Die Westmächte hatten im September 1950 die Übertragung weiterer Souveränitätsrechte an den westdeutschen Teilstaat an die Bedingung geknüpft, dass diese Fragen geregelt würden. Die Bundesrepublik musste die aufgelaufenen Auslandsschulden prinzipiell anerkennen, um ihren Anspruch auf staatsrechtliche Identität mit dem Deutschen Reich international durchzusetzen.
Zur gleichen Zeit wurde das Luxemburger Abkommen verhandelt, in dem die Übernahme der Eingliederungskosten von Juden, die den Holocaust überlebt hatten, und die Rückerstattung jüdischer Vermögenswerte vereinbart wurde. Die Ratifizierung des Londoner Schuldenabkommens und des Luxemburger Abkommens waren politische Vorbedingungen, um den Besatzungsstatus aufzuheben. Länder des Ostblocks waren nicht beteiligt; weder leistete die DDR Zahlungen, noch wurden die Ansprüche der Ostblockstaaten überhaupt berücksichtigt.
Die Frage deutscher Reparationen für Verluste und Schäden im Zweiten Weltkrieg war bei den Londoner Verhandlungen kein offizielles Thema. Alle ausstehenden Forderungen auf Reparationen wurden im Londoner Abkommen bis zu dem Zeitpunkt einer endgültigen Regelung zurückgestellt (Artikel 5 Abs. 2 LSA); sie sollten bis zum Abschluss eines förmlichen Friedensvertrags – eine wörtliche Bezugnahme auf diesen fehlt allerdings – aufgeschoben werden, der jedoch nie geschlossen wurde: 1990 wurde der Zwei-plus-Vier-Vertrag „anstatt eines Friedensvertrages“ unterzeichnet. Daraus ergibt sich, dass die Reparationsfrage nach dem Willen der Vertragspartner – der vier Siegermächte sowie der beiden deutschen Staaten – nicht mehr geregelt werden sollte.

## Vorkriegsschulden und Schuldnachlass
Ein erheblicher Teil der Vorkriegsschulden ging mittelbar auf die im Versailler Vertrag festgesetzten deutschen Reparationsverpflichtungen aus dem Ersten Weltkrieg zurück. Die Zahlungsverpflichtungen waren 1924 mit dem Dawes-Plan dem wirtschaftlichen Leistungsvermögen angepasst worden, und das Deutsche Reich hatte 1924 eine internationale Anleihe (Dawes-Anleihe) in Höhe von 800 Millionen Goldmark aufnehmen können, was ihm den amerikanischen Kapitalmarkt eröffnet hatte. Die ab 1925 nach Deutschland strömenden Anleihen und Kredite hatten maßgeblich zur Konjunktur der vermeintlich Goldenen Zwanziger Jahre beigetragen. Bis 1930 hatten allein amerikanische Banken deutsche Anleihen im Wert von 1,43 Milliarden US$ gezeichnet.
Da der Dawes-Plan die endgültige Höhe der deutschen Reparationsverpflichtungen offen gelassen und somit keine endgültige Regelung der Reparationsfrage gebracht hatte, wurde 1929 ein neuer Reparationsplan ausgehandelt. Der Young-Plan, der 1930 in Kraft trat, legte die deutschen Reparationsverpflichtungen auf eine Kapitalsumme von 36 Milliarden Reichsmark fest, zahlbar in Jahresraten von bis zu 2,1 Milliarden Mark. Dieses Geld benötigten Frankreich und Großbritannien, um ihrerseits ihre Kriegsschulden gegenüber den USA zu verzinsen und zu tilgen. Um Deutschland an der pünktlichen Zahlung der Reparationen zu interessieren, wurde die Young-Anleihe aufgelegt: Deutschland verschuldete sich darin mit rund 1,2 Milliarden Reichsmark, von denen zwei Drittel sofort an die Reparationsgläubiger gingen, ein Drittel ging an die Deutsche Reichspost und die Reichsbahn.
Als die deutschen Banken im Frühjahr 1931 durch Abzug der kurzfristigen Auslandskredite an den Rand der Zahlungsunfähigkeit gerieten, schlug US-Präsident Herbert Hoover als vertrauensbildende Maßnahme vor, alle politischen Schulden, also Reparationen und interalliierte Kriegsschulden aus dem Ersten Weltkrieg, für ein Jahr zu suspendieren. Der erhoffte psychologische Effekt des Hoover-Moratoriums verpuffte allerdings, und in der Bankenkrise vom Juli 1931 verloren die deutschen Banken so viele weitere Devisen, dass Deutschland tatsächlich zahlungsunfähig wurde (siehe Stillhalteabkommen). 1932 wurde auf der Konferenz von Lausanne die Streichung der Reparationen gegen eine Restzahlung von drei Milliarden Goldmark vereinbart, die die Gläubiger jedoch nie einforderten. Auch die interalliierten Kriegsschulden wurden ab 1932 nicht mehr bedient.
Deutschland war damit einschließlich Zinsen eine Summe von 110 Milliarden Mark erlassen worden; es standen jedoch die oben erwähnten Schulden der internationalen Anleihen aus. Für diese Anleihen stellte die nationalsozialistische Reichsregierung im Juni 1933 die fälligen Zinszahlungen ein, wodurch diese Außenstände anwuchsen.

## Schuldforderungen im Jahr 1952
Bei der Wertberechnung der ausstehenden Schuldsumme durch die Gläubigerstaaten wurden alle seit 1934 aufgelaufenen Zins- und Zinseszinsforderungen (mehr als 14 Milliarden DM) erlassen. Die gesamten Vorkriegsschulden wurden von den Schuldnern mit 13,5 Milliarden DM veranschlagt.
Hinzu kamen die Nachkriegsschulden, die die drei westlichen Besatzungsmächte geltend machen konnten. Es handelte sich um Zahlungen aus dem Marshall-Plan und um alliierte Kredite für Wirtschaftshilfe, die unmittelbar nach dem Krieg gewährt worden waren. Diese Schulden wurden anfangs auf über 15 Milliarden DM beziffert.
Somit bestand zu Beginn der Verhandlungen trotz günstiger Berechnungen und großzügigen Schuldennachlasses eine Gesamtforderung von rund 29,3 Milliarden DM.

## Streitfrage Auslandsvermögen
Innenpolitisch wurde mehrfach die Forderung erhoben, das beschlagnahmte deutsche Auslandsvermögen zur Verrechnung von Schulden einzubeziehen, wobei jedoch einige Angaben der Privatwirtschaft und der Bremer Studiengesellschaft für privatwirtschaftliche Auslandsinteressen über ein realistisches Maß hinausgingen. Das Auslandsvermögen war durch Kontrollratsbeschluss vom 5. Oktober 1945 beschlagnahmt und im Pariser Reparationsabkommen vom 14. Januar 1946 verteilt worden. Die USA zum Beispiel hatten mit dem Erlös jene Soldaten entschädigt, die in Kriegsgefangenschaft geraten waren.
Umstritten war nicht allein die Wertermittlung des beschlagnahmten Auslandsvermögens. Berechnungen der Inter-Allied Reparations Agency (IARA) und deutsche Schätzungen unterschieden sich um das Sechzehnfache. Eine Angabe aus dem Jahre 1958 bezifferte den Wert auf rund 400 Millionen US-Dollar und stellte heraus, dass allein der von den Vereinigten Staaten gewährte Schuldenerlass von zwei Milliarden Dollar aus dem Marshall-Plan den Wert des beschlagnahmten Auslandsvermögens um das Fünffache überstieg.
Die Besatzungsmächte lehnten jede Verrechnung der Auslandsschulden mit dem beschlagnahmten Auslandsvermögen ab. Letztere hätten Reparationscharakter, und die Deutschen seien gut beraten, diese Frage ruhen zu lassen. Die USA stellten fest, „[…] die bisher für Reparationen aus dem Auslandsvermögen oder sonstigen Quellen aufgebrachten Beträge [seien] nur ‚a drop in a bucket when compared with the losses which had been sustained during the war‘ […]“.

## Verhandlungserfolg
Im Verlauf der Verhandlungen gelang es der deutschen Seite, die Gläubigerforderungen weitreichend zu reduzieren. Zunächst wurde die Bewertung nach dem Goldstandard aufgegeben. Damit sank die Summe der Vorkriegsschulden von 13,5 Milliarden auf 9,6 Milliarden DM. Schließlich einigte man sich auf niedrigere Zinssätze und den Fortfall von Zinseszins und kam damit auf eine Summe von nunmehr 7,3 Milliarden DM für die Vorkriegsschulden, die in Jahresraten von zunächst 340 Millionen DM zurückgezahlt werden sollten.
Die Nachkriegsschulden, die zu Beginn der Verhandlungen mit über 15 Milliarden DM angesetzt worden waren, wurden auf weniger als 7 Milliarden DM reduziert. Für die Tilgung der Nachkriegsschulden war eine jährliche Zahlung von anfangs 223 Millionen DM vorgesehen.
Damit beliefen sich die Gesamtforderungen der Gläubiger nur noch auf rund 14 Milliarden DM. Mit Rücksicht auf die Wirtschaftskraft der Bundesrepublik (das Haushaltsvolumen der Bundesrepublik lag im Jahre 1952 bei 23 Milliarden DM) waren einige Forderungen binnen zwanzig Jahren, andere bis zum Jahre 1988 abzutragen.

## Vom Gegner in den Weltkriegen zum Verbündeten im Kalten Krieg
Dieses aus deutscher Sicht hervorragende Verhandlungsergebnis war nicht allein Hermann Abs zu verdanken, der stets mahnte, die Wirtschaftskraft der jungen Bundesrepublik nicht zu überfordern. Das günstige Ergebnis war von den Vereinigten Staaten bewirkt worden: Sie reduzierten ihre Forderungen und verzichteten auf die vorrangige Bedienung der Forderungen für Nachkriegskredite, verlangten aber im Gegenzug insbesondere von den Vorkriegsgläubigern weitreichenden Schuldennachlass. Die westlichen Gläubigerstaaten, allen voran die Vereinigten Staaten, hatten triftige Gründe, die Bundesrepublik als Grenzstaat zum Ostblock wirtschaftlich zu stabilisieren und ihre internationale Kreditwürdigkeit herzustellen. Die in Korea kriegführenden Amerikaner hofften auf ein fest mit dem Westen verbundenes Deutschland, das nach einer Wiederbewaffnung einen Teil der Verteidigungslasten übernehmen könne.

## Bundesrepublik Deutschland grundsätzlich Schuldner der Verbindlichkeiten des Deutschen Reiches

Nach der deutschen Wiedervereinigung bekam man für diesen Bezugschein von der Bundesschuldenverwaltung 40 US-Dollar.

Im Londoner Schuldenabkommen hatte die Bundesrepublik Deutschland ihren Alleinvertretungsanspruch für Gesamtdeutschland geltend gemacht und entsprechende Vereinbarungen getroffen. So gingen etwa die Parteien des Londoner Abkommens davon aus, dass die Bundesrepublik die Verbindlichkeiten Deutschlands, das heißt des Deutschen Reiches, schulde (vgl. zahlreiche Erwägungen der Präambel). Es wurde nicht eine Schuld- oder gar bloße Haftungsübernahme für die Verbindlichkeiten eines untergegangenen Schuldners vereinbart, da die Bundesrepublik auch ausdrücklich nicht als Rechtsnachfolger des Deutschen Reiches aufgetreten war, sondern sich als identisch mit dem Deutschen Reich erklärt hatte (→ Rechtslage Deutschlands nach 1945). Dahingehend hatte die Bundesregierung bereits am 6. März 1951 in der weitgehend von der Alliierten Hohen Kommission auf dem Bonner Petersberg formulierten Schuldenerklärung bestätigt, „daß sie [die Bundesrepublik Deutschland] für die äußeren Vorkriegsschulden des Deutschen Reiches haftet, einschließlich der später zu Verbindlichkeiten des Reiches zu erklärenden Schulden anderer Körperschaften, sowie für die Zinsen und anderen Kosten für Obligationen der österreichischen Regierung, soweit derartige Zinsen und Kosten nach dem 12. März 1938 und vor dem 8. Mai 1945 fällig geworden sind.“ Im Weiteren brachte die Bundesregierung „ihren Wunsch zum Ausdruck, den Zahlungsdienst für die deutsche äußere Schuld wieder aufzunehmen“.
Für die aufgelaufenen Vorkriegsschulden wurde bis zu einer Wiedervereinigung Deutschlands eine „territoriale Aufteilung“ vereinbart, so dass der für die Bundesrepublik angerechnete und zu tilgende Anteil sich verringerte, während die Restforderung bis zur deutschen Wiedervereinigung ausgesetzt wurde (Artikel 25). Tatsächlich lebte diese als „Schattenquote“ bezeichnete Forderung in Höhe von 239,4 Millionen D-Mark 1990 wieder auf und führte ab 1991 zu weiteren Zahlungen an die Gläubigerstaaten. Im Jahre 2002 zahlte die Bundesrepublik eine Rate in Höhe von 4,1 Millionen Euro; weitere Zahlungen in Höhe von insgesamt 95 Millionen Euro sollten bis zum Jahre 2010 abschließend erfolgen.

## Schuldentilgung
Die erste Rückzahlungsrate im Jahre 1953 betrug 563 Millionen DM und entsprach weniger als 4 % der Exporterlöse, die 1952 knapp unter 17,0 Milliarden DM lagen. Die Rate erhöhte sich vertragsgemäß im Jahr 1957 auf 765 Millionen DM. Mit den laufenden Zahlungen waren bis 1983 fast alle Auslandsschulden beglichen; bereits 1973 waren die Nachkriegskredite Frankreichs und Großbritanniens getilgt. 1988 erfolgte eine letzte Zahlung, mit der dann die Nachkriegsschulden gegenüber den USA beglichen waren.
Am 3. Oktober 2010 erfolgte die letzte Schuldenzahlung in Höhe von 69,9 Millionen Euro. Sie wird als Schlussstrich unter alle bekannten finanziellen Forderungen der ehemaligen Alliierten aus den beiden Weltkriegen betrachtet.

## Leistungen an Ostblockstaaten
Nach dem Ende des Kalten Krieges wurden zwischen 1991 und 1998 bilaterale Entschädigungsabkommen – ähnlich denen in den 1960er Jahren mit westlichen Staaten – mit Polen, Russland, der Ukraine, Weißrussland, Estland, Lettland und Litauen geschlossen. Deutschland holte damit die erforderliche Entschädigung der NS-Opfer in den Staaten des ehemaligen Warschauer Pakts nach, womit es auch der ungelösten Frage nach der Entschädigung ehemaliger Zwangsarbeiter gerecht werden wollte. In Tschechien wurde hierzu der von beiden Staaten verwaltete „Deutsch-Tschechische Zukunftsfonds“ eingerichtet (vgl. Stiftung „Erinnerung, Verantwortung und Zukunft“).

## Beurteilungen und Folgerungen
Jayati Ghosh und der türkische Wirtschaftswissenschaftler Sabri Öncü schlugen 2020 vor, sich für die dringend gebotene Bereinigung und Umstrukturierung der globalen Staatsschulden am Londoner Abkommen von 1953 zu orientieren, denn:
„In der vernetzten Welt von heute ist diese Art von vorausschauender, koordinierter Strategie zur Schuldenbereinigung unbedingt notwendig. Wenn wir alle nicht nur die normalen Verheerungen der globalen Märkte überleben wollen, sondern auch die existenziellen Bedrohungen durch Pandemien und den Klimawandel, gibt es keine Alternative.“

### Deutsch
- Abkommen über deutsche Auslandsschulden in der Systematischen Sammlung der Bundesbehörden der Schweizerischen Eidgenossenschaft
- Portal zur Zwangsarbeit im NS-Staat: Londoner Schuldenabkommen und Bundesentschädigungsgesetz (1952–1956)
- Häufige Fragen zum Londoner Schuldenabkommen, beantwortet von erlassjahr.de – Entwicklung braucht Entschuldung e. V.
- Vorträge von Abs, 1952
- „Die deutschen Bäume fällen“, in: Der Spiegel 11/1990 vom 12. März 1990
- Gesetz über die Verjährung von deutschen Auslandsschulden und ähnlichen Schulden (BGBl. 1956 I S. 915)

### Englisch
- Éric Toussaint: The Marshall Plan and the Debt Agreement on German debt, 2006.
- Timothy W. Guinnane: Financial Vergangenheitsbewältigung: The 1953 London Debt Agreement.